# Józef Olszyna-Wilczyński
Jozef Konstanty Olszyna-Wilczyński (Cracovia, 27 novembre 1890 – Sopoćkinie, 22 settembre 1939) è stato un generale polacco.
Veterano della prima guerra mondiale, guerra polacco-ucraina e della guerra sovietico-polacca, fu ucciso dai sovietici durante la guerra di difesa polacca del 1939.